# مجله حقوق محیط زیست دانشگاه نیویورک
مجله حقوق محیط زیست دانشگاه نیویورک یک بررسی حقوقی دانشجویی است که در دانشکده حقوق دانشگاه نیویورک منتشر شده‌است. این ژورنال در درجه اول مقالات و یادداشتهایی را منتشر می‌کند که مباحث مربوط به قانون محیط زیست، قانون استفاده از زمین و سایر رشته‌های مرتبط را مورد بحث قرار می‌دهد.

## تاریخ
این مجله در سال ۱۹۹۱ توسط اعضای دانشجویی انجمن حقوق محیط زیست در دانشکده حقوق دانشگاه نیویورک تأسیس شد و اولین شماره در سال ۱۹۹۲ منتشر شد. با این حال، دین جان خاطرنشان کرد که ریشه این ژورنال را می‌توان تا سال ۱۹۸۶ کشف کرد، هنگامی که اعضای انجمن حقوق مداری محیط زیست شروع به انتشار خبرنامه ELS کردند. در شماره آغازین، سردبیران مؤسس نوشتند که آنها امیدوارند که این ژورنال به عنوان «یک وسیله در تلاش گسترده برای ارتقاء حفاظت از محیط زیست» عمل کند.

## بررسی اجمالی
مجله حقوق محیط زیست دانشگاه نیویورک یکی از ده مجله دانشجویی است که در دانشکده حقوق دانشگاه نیویورک منتشر شده‌است. این مجله بورسیه‌های مربوط به "پیوندها بین سیاست‌های زیست محیطی و کاربری اراضی و همچنین اداری، شرکت‌ها، قانون اساسی، جزایی، انرژی، بیمه، بین‌المللی، املاک، مالیات و قانون مجازات " را منتشر می‌کند. این مجله علاوه بر انتخاب معمول مقالات و یادداشت‌ها، مقالاتی را نیز در رابطه با سمپوزیوم‌های قانون محیط زیست به میزبانی مجله و دانشکده حقوق دانشگاه نیویورک منتشر کرده‌است.

## تأثیر
در سال ۲۰۱۶، رتبه‌بندی مجلات حقوقی دانشگاه واشینگتن و لی، مجله را در بین ده مجله برتر محیط زیست، منابع طبیعی و استفاده از اراضی با بالاترین ضریب تأثیر قرار دادند. مقالاتی که در ژورنال منتشر شده‌است توسط دادگاه‌های تجدیدنظر مدارهای اول، سوم، نهم، و ناحیه کلمبیا ذکر شده‌است. دادگاه‌های عالی ایالتی همچنین به مقاله‌هایی از این مجله استناد کرده‌اند. مقالات همچنین در بسیاری از رساله‌های حقوقی، از جمله گزارش‌های حقوق آمریکا آمده‌است. این مجله در پایگاه‌های داده EBSCO , HeinOnline، LexisNexis، Westlaw , و فهرست فعلی دانشگاه واشینگتن به نشریات دوره ای قانونی انتزاعی یا فهرست بندی می‌شود.